# Messe modale en septuor

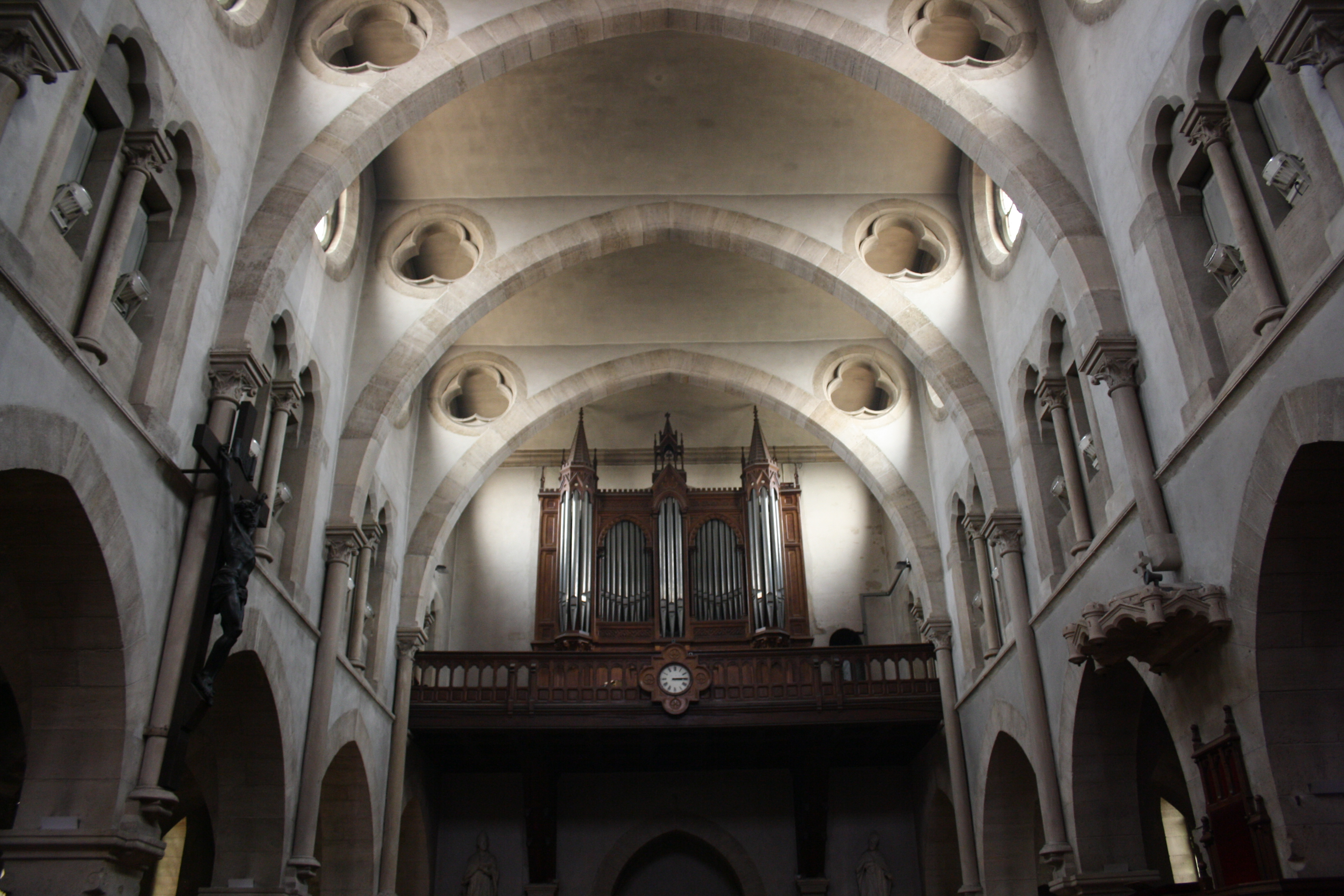
Orgel von Saint-Nicolas de Maisons-Laffitte

Messe modale en septuor, JA 136, ist eine modale Messe für ein Septett, die Jehan Alain 1938 komponierte. Er schrieb die Messe für die Kirche Saint-Nicolas de Maisons-Laffitte, wo er Organist war. Inspiriert von einem Freund, der Flöte spielte, vertonte er das lateinische Messordinarium für Sopran, Alt, Flöte, sowie Streichquartett oder Orgel.

## Geschichte
Jehan Alain (1911–1940) galt als musikalisches Ausnahmetalent. Er komponierte die Messe modale en septuor 1938 für die Kirche Saint-Nicolas de Maisons-Laffitte, wo er Organist war. Alain vermerkte den Beginn der Komposition am 6. August 1938 in seinem Tagebuch; bereits am 15. August wurde die Messe erstmals aufgeführt.:21 Alain vertonte das lateinische Messordinarium drei Mal, alle im gleichen Jahr, darunter eine Requiem-Messe. Die Messe modale ist nicht an Dur- und Moll-Tonarten gebunden, sondern enthält Material in kirchentonalen Modi. Die ungewöhnliche Besetzung ist für Sopran, Alt, Flöte und Streichquartett. Wenn keine Streicher zur Verfügung stehen, können sie durch eine Orgel ersetzt werden. Alternativ kann  die Orgel ad libitum mit den Streichern spielen. Die ungewöhnliche Besetzung wurde von einem Freund Alains angeregt, der Flötist war. Die Messe wurde 1965 von Musikverlag Doblinger veröffentlicht, angeregt von seiner Schwester, Marie-Claire Alain.

## Aufbau und Musik

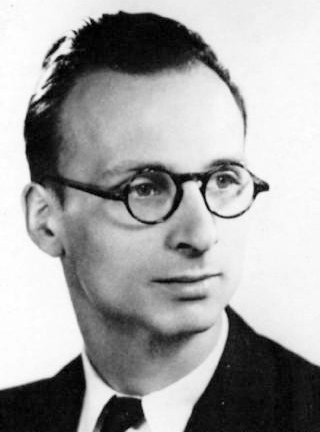
Alain (1938)

Die Messe ist in vier Abschnitte gegliedert, ohne ein Credo:
1. Kyrie
2. Gloria
3. Sanctus
4. Agnus Dei

Eine Aufführung der Messe dauert etwa 10 Minuten. Die Singstimmen können von Kinderchor, Frauenchor oder Solisten ausgeführt werden. Wie in anderen geistlichen Vokalwerken von Alain erinnert die Musik oft an Gregorianik, in einstimmigem Gesang in flexiblem Rhythmus.
Das Kyrie, bezeichnet mit Allegro, beginnt mit einer instrumentalen Einleitung, die den äolischen Modus auf D einführt.:23 Die Flöte spielt oft wie eine dritte Singstimme, vor allem im Gloria.:24–25 Die Streicher spielen im Sanctus eine eigenständigere Rolle mit individuellen Melodien. Das Sanctus enthält kein Benedictus, da zur Entstehungszeit an der Kirche von Maisons-Laffitte eine Tradition bestand, an dieser Stelle eine Motette zu singen.:26 1965 wurde für die Partiturveröffentlichung bei Doblinger ein Benedictus ergänzt, das Alains Geschwister Marie-Claire und Olivier schrieben.:26 Am Beginn des Agnus Dei ist die Textur auf drei Stimmen reduziert.:29
Die meditative Musik enthält Elemente von traditioneller Kirchenmusik, Jazz und asiatischen Rhythmen; sie erinnert manchmal an Claude Debussy und Olivier Messiaen. Sie wurde als „eigenständige, überaus farbintensive Klangwelt“ beschrieben.

## Aufführungen und Einspielungen
Die Messe wurde 1990 eingespielt von der Camerata Saint-Louis, mit der Flötistin Françoise Gyps, der Sopranistin Delphine Collot, der Altistin Gaëlle Cheramy und dem Quatuor Ludwig, geleitet von Georges Guillard. 2005 wurde die Messe im Rahmen der ersten vollständigen Aufnahme von Alains Vokalmusik erneut eingespielt, mit Marie-Claire Alain als Organistin. Sie wurde 2014 aufgenommen  vom Ensemble Vocal de Lausanne, geleitet von Michel Corboz, als Teil der Sammlung Schola aeterna : Chants à la vierge von geistlicher Musik des späten 19. und des frühen 20. Jahrhunderts.
Die Messe modale en septuor wurde von Solistinnen und Instrumenten 2011 in Paris aufgeführt, um Alains 100. Geburtstag zu begehen. Helga Schauerte-Maubouet, die Organistin der Christuskirche, der Deutschen Kirche von Paris, organisierte die Feierlichkeiten und spielte die Orgel im Konzert.